# Bautastein von Varaberg
Der Bautastein von Varaberg steht südlich des Åmøyveien in Stavanger im Westen der Insel Åmøy im Fylke Rogaland in Norwegen. Der Menhir befindet sich vor einem privaten Garten auf dem höchsten Punkt eines Hügels. Es ist von Laubbäumen und Büschen umgeben und von der Straße aus schwer zu erkennen.
Der Bautastein ist wie eine längliche Steinplatte mit einer abgerundeten Spitze geformt. Der leicht schräge Menhir ist etwa 2,8 m hoch, 0,8 Meter breit und 15 cm dick.
In der Nähe stehen die Bautasteine Pigghedlene und der Bautastein von Hegreberg.